# Carla Giuliano
Carla Giuliano (San Severo, 2 aprile 1983) è una politica italiana.

## Biografia
Nata a San Severo (Foggia), ma vive a Perugia.
Nel 2009 ha conseguito la laurea in Giurisprudenza con voto 110/110 con lode presso l’Università degli Studi di Perugia. Nel 2011 ha conseguito il Diploma di Specializzazione presso la Scuola di Specializzazione per le professioni legali “L. Migliorini” dell’Università degli studi di Perugia.
Nel 2012 ha conseguito l’abilitazione all'esercizio della professione di avvocato.

## Carriera politica
Alle elezioni politiche del 2018 viene scelta dal Movimento 5 Stelle come candidata nel Collegio uninominale Puglia - 14 risultando eletta alla Camera dei deputati con 44.831 voti (pari al 43,70%).
Dal 21 giugno 2018 è componente della II Commissione permanente (Giustizia).
Alle elezioni politiche anticipate del 2022 viene eletta nel plurinominale pugliese.